# Blade Runner
Blade Runner (v české verzi též jako Ostré komando) je kultovní dystopický neo-noir sci-fi film režiséra Ridleyho Scotta z roku 1982, natočený na námět knihy Philipa K. Dicka.

## Obsazení
| Harrison Ford      | Rick Deckard   |
| Rutger Hauer       | Roy Batty      |
| Sean Young         | Rachael        |
| Edward James Olmos | Gaff           |
| M. Emmet Walsh     | Bryant         |
| Daryl Hannah       | Pris           |
| William Sanderson  | J.F. Sebastian |
| Brion James        | Leon Kowalski  |
| Joe Turkel         | Eldon Tyrell   |
| Joanna Cassidy     | Zhora          |

## Příběh
Příběh, odehrávající se v Los Angeles v roce 2019, se točí kolem osamělého detektiva Ricka Deckarda (Harrison Ford), který dostane od svého bývalého velitele poručíka Bryanta úkol pátrat po replikantech – androidech, kteří pronikli na Zemi z pracovních kolonií na jiných planetách.
Své pátrání začíná návštěvou společnosti Tyrell, která replikanty vyrábí. Setká se s šéfem koncernu a s mladou ženou Rachael (Sean Young). Na ní provede zkušebně test, který má odhalit, zda je testovaná osoba replikant nebo člověk. Ke svému překvapení Deckard zjišťuje, že Rachael je pouze pokročilý model replikanta a nikoli živá žena.
Malá skupina replikantů vedená Royem Battym (Rutger Hauer) se mezitím snaží odhalit způsob, jakým překonat základní omezení své existence – čtyřletý život. Snaží se proniknout do společnosti Tyrell, aby se mohli setkat přímo se svým tvůrcem, dr. Tyrellem.
Deckard se replikantům dostává na stopu, ale zároveň se zamilovává do Rachael, což ještě mnohem víc komplikuje jeho vztah k replikantům. Ti se zdají být mnohdy více lidskými než sami lidé. Deckard pochybuje o tom, zda sám není replikantem (viz polemika níže).
Příběh graduje, Roy Batty proniká k dr. Tyrellovi a zabije ho. Deckard odhalí místo, kde se schovávají poslední dva zbylí replikanti Pris a Roy. Pris umírá a Deckard s Royem svádí dlouhý souboj v rozpadajícím se starém domě. Nakonec zachrání Roy Deckardovi život, vede krátký monolog o pomíjivosti života a nakonec umírá. Deckard s Rachael společně utíkají.

## Vlivy a motivy
Předlohou pro film je kniha spisovatele Philipa K. Dicka Sní androidi o elektrických ovečkách? Příběh knihy je ale (přirozeně) podrobnější a od filmu se v mnohém liší.
Blade Runner je považován některými kritiky za jeden z nejlepších filmů svého žánru, jiní jej označili jako propadák. Exceluje svou výpravou, kamerou a svícením, způsobem snímání i použitou hudbou (a jejím skloubením s obrazovou stránkou filmu), nebo třeba i vypilovanými dialogy.[zdroj⁠?!] Futuristické Los Angeles je komplexně vykreslené jako temné město, v kterém se mísí různé národnosti a kultury, v kterém prakticky neustále z temného nebe padá déšť. Odkazy k filmu noir, ať už právě výpravou nebo samotnou stavbou příběhu (osamělý detektiv, krásná žena), jsou velmi výrazné. Za konkrétní zdroje inspirace lze považovat třeba filmy Metropolis nebo Alphaville.

## Leitmotiv filmu

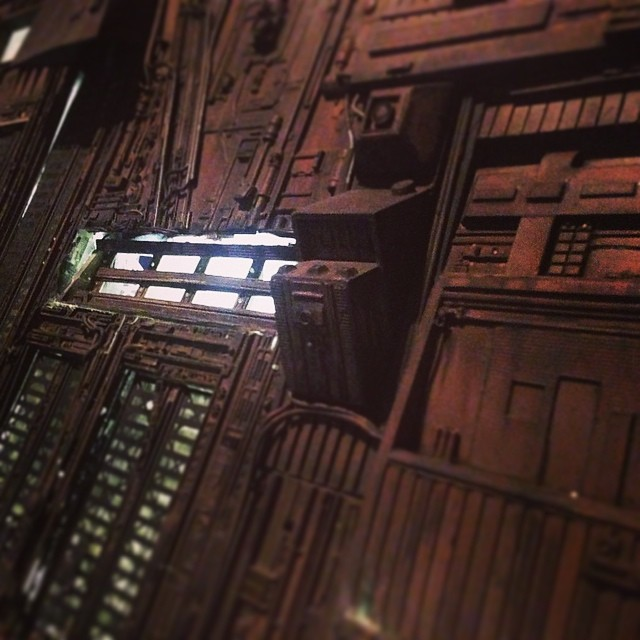
Miniatury použité pro film.

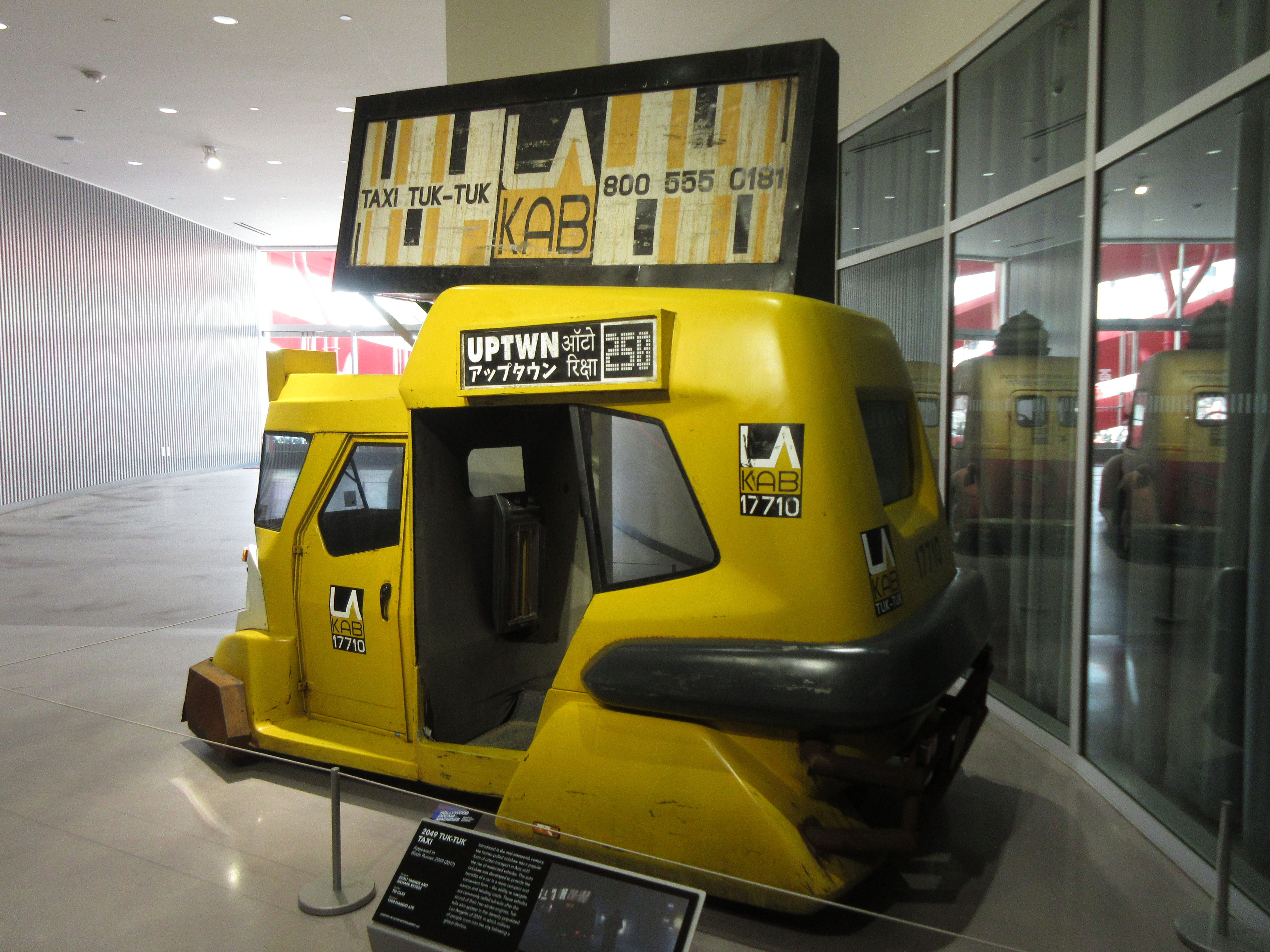
Vozítko z filmu.

Za ústřední téma filmu lze považovat, co je podstatou lidskosti, o kterou zde bojují jak replikanti, tak samotný Deckard, který v průběhu filmu projde změnou svého vztahu k nim – od nahlížení na ně jako na věci (při prvním setkání s Rachael řekne „Replikanti jsou jako jiné stroje. Mohou být prospěšní nebo nebezpeční. Pokud jsou prospěšní, netýká se mě to.“) až po lásku k jednomu z nich. Co znamená být člověkem ve chvíli, kdy replikanti jsou (slovy dr. Tyrella) „lidštější než člověk sám“, to je osou filmu.
Již od prvního uvedení filmu do kin se mezi fanoušky rozhořela debata, zda je Rick Deckard replikant nebo člověk. Samotný režisér Ridley Scott se k tomuto tématu nevyjádřil 20 let až do roku 2002, kdy v interview prohlásil, že Deckard je replikant.[zdroj?] Tomuto tvrzení oponují jak scenárista Hampton Fancher, tak představitel hlavní role Harrison Ford, kteří tvrdí, že Deckard je člověk. Mezi fanoušky převládá názor, že v původní verzi s happy-endem je Deckard pravděpodobně člověk, zatímco v Director’s Cut verzi z roku 1992 je replikant. Tato možnost je podpořena především snovou sekvencí s jednorožcem a scénou na konci filmu s origami jednorožce, které Gaff zanechal před Deckardovým bytem, jako by tím naznačoval, že Deckardovy vzpomínky a sny byly implantovány.

## Odlišné verze filmu
Existuje sedm různých verzí Blade Runnera, které byly od doby, kdy film vznikl, představeny veřejnosti.

### Verze pro kina
Verze z roku 1982 určená pro evropská a americká kina, která je výsledkem zásahů studia Warner Bros. Obsahuje jednak Deckardův vysvětlující voiceover a také happy end, ve kterém Deckard a Rachael odjíždí autem pryč z Los Angeles. Pro tento happy end byly použity nepoužité záběry z filmu Stanley Kubricka Osvícení. Důvodem pro zásahy do filmu byly špatné výsledky testovacích projekcí, při kterých diváci filmu málo rozuměli. Ani Ridley Scott ani Harrison Ford s použitím voiceoveru nesouhlasili.

### Director's Cut
V roce 1990 Warner Brothers krátce umožnili promítání dvou 70mm kopií pracovní verze filmu, které označili jako Director's Cut. Ridley Scott veřejně odmítl, že by se jednalo o režisérský sestřih, zejména s ohledem na to, že šlo o hrubý sestřih, který neobsahoval Vangelisovu hudbu. Warner Brothers se proto rozhodli uvést v roce 1992 režisérský sestřih, který vznikl pod Scottovým vedením.
Warner Brothers najali filmového restaurátora Michaela Arick, který objevil pracovní verze Blade Runnera a který už konzultoval možné úpravy se Scottem. Začal tím, že strávil několik měsíců v Londýně s Lesem Healym, který dělal Scottovi asistenta střihu, a společně se pokusili sestavit seznam změn, které chtěl Scott ve filmu udělat. Dostal také několik podnětů a příkazů přímo od režiséra. Arick provedl několik změn, většinou se jednalo o drobné úpravy ve střihu, například vložení scény, kdy Deckard najde v závěru filmu origami jednorožce. Tři změny ovšem byly zásadní: odstranění Deckardova voice-overu, vložení snové sekvence s jednorožcem a odstranění happy-endu.
Ridley Scott si v průběhu let stěžoval, že vzhledem k časovým i finančním obtížím a také vzhledem k práci, kterou v té době dělal na filmu Thelma a Louisa, nemohl film nabýt přesně té podoby, s kterou by byl zcela spokojený. Tedy přestože je se současným Director's Cut spokojenější než před rokem 1992, nikdy se s ním nespokojil jako se svým vlastním definitivním režisérským střihem.

### Final Cut
Finální sestřih Ridleyho Scotta (2007, 117 minut), nebo také edice k 25. výročí byla vydána společností Warner Brothers v kinech 5. října 2007 a následně na DVD, HD DVD a Blu-ray v prosinci 2007. Final cut je jedinou verzí, nad kterou měl Ridley Scott úplnou uměleckou kontrolu. Ve spojení s Final Cut byly vyrobeny dokumentární a další materiály pro vydání na DVD nosičích, které vyvrcholily vydáním pěti disků „Ultimate Collector's Edition“. Charlesem de Lauzirikem. Final Cut obsahuje původní plnou verzi snu s jednorožcem. Kromě toho byly vloženy všechny scény s násilím a alternativní úpravy z mezinárodního střihu, byly též opraveny řady nechtěných chyb. Final Cut byl znovu vydán na ultra HD Blu-ray 5. září 2017 (měsíc před uvedením Blade Runner 2049 do kin). Toto vydání obsahuje standardní Blu-ray edice s The Final Cut spolu s verzí pro americká kina, mezinárodním střihem a režisérský sestřih, stejně jako dokument Dangerous Days na DVD.

## Ocenění
Blade Runner získal v roce 1982 Cenu Hugo za nejlepší dramatickou prezentaci. Film získal také v prvním ročníku Českého lva (1993) cenu za nejlepší zahraniční film.

## Pokračování
- V roce 1998 natočil Paul W. S. Anderson (velmi) volné pokračování Blade Runnera, nazvané Soldier, s Kurtem Russelem v hlavní roli. Přestože film měl 3× větší rozpočet, ani zdaleka nedosáhl kvalit Blade Runnera a stal se velkým propadákem (vydělal zpět jen asi 1/5 nákladů); navíc nebyl kladně přijat ani odbornou kritikou, ani (v té době již rozvinutou) fanouškovskou základnou.
- V roce 2012 společnost Alcon Entertainment ohlásila, že Blade Runner bude mít pokračování.[3] Do kin bylo uvedeno 6. října 2017 pod názvem Blade Runner 2049, autory scénáře jsou Hampton Fancher a Michael Green, režisérem Denis Villeneuve.

## Inspirace Blade Runnerem
Film sám v mnohém inspiroval například filmy Johnny Mnemonic, Kókaku Kidótai/Ghost in the Shell, Pátý element a jiné. Devátá série Červeného trpaslíka, nazvaná Zpátky na Zemi byla od začátku koncipovaná tak, aby tomuto filmu vzdala hold. Jedno z míst, které Roy zmiňuje jako bojiště, z kterého s ostatními androidy utekl, je Tannhäuser Gate (které je krátce zmíněno i v pokračování filmu). Konkrétně v souvislosti s tímto fiktivním místem vzniklo od demoscénní skupiny Cubicle stejnojmenné demo.